# Abigail's Party
Abigail's Party is een toneelstuk van Mike Leigh uit 1977. Het is een satirische komedie, die speelt in de Britse middenklasse in de jaren 70. Het stuk had oorspronkelijk geen script, maar werd gaandeweg tijdens de repetities door de regisseur en de acteurs ontwikkeld aan de hand van improvisatie; een werkwijze die typisch is voor Leigh. Van het toneelstuk is een televisieversie voor de BBC gemaakt in de serie Play for Today, uitgezonden op 1 november 1977. Deze televisieversie is in feite een registratie van het toneelstuk, zonder verdere aanpassingen, behalve dat Susan hierin door Harriet Reynolds werd gespeeld, een rol die tijdens de première door Thelma Whiteley was vertolkt. Leighs echtgenote Alison Steadman vertolkte het personage Beverly zowel in de theater- als de televisieversie.

## Inhoud
Beverly en haar man Laurence houden een kennismakingsfeestje voor hun nieuwe buren, Angela en Tony. Ze hebben ook hun buurvrouw Susan uitgenodigd, wier 15-jarige dochter Abigail thuis haar eerste feestje houdt. Hoewel het stuk naar Abigail genoemd is, is dit personage niet op het toneel te zien. Beverly en Laurence zijn parvenu’s en kijken neer op hun nieuwe buren. Laurence is een zakenman met een hectisch leven en beschouwt zichzelf als een intellectueel: hij heeft de volledige werken van William Shakespeare, die hij weliswaar nooit leest, en hij luistert naar klassieke muziek omdat hij die met de betere klassen associeert. Beverly doet haar uiterste best vriendelijk te zijn, maar is door en door snobistisch. Susan is de vreemde eend in de bijt; zij behoort daadwerkelijk tot een iets hogere sociale klasse en heeft een breder cultureel kapitaal dan alle anderen. Ze woonde reeds lang in de wijk voordat Beverly en haar man er hun intrek namen. Ze is verlegen en onwennig, en spant zich krampachtig in om beleefd te blijven.
Het gezelschap praat over uiteenlopende oppervlakkigheden, zoals supermarkten, roken, ananas en kaasblokjes. Politieke en maatschappelijke beschouwingen worden in de kiem gesmoord. Beverly houdt het gesprek voortdurend gaande, maar de conversatie gaat nergens over. Beverly danst op commerciële schlagermuziek. Ze spoort Tony aan, in het huis van Susan langs te gaan om te kijken of Abigails feestje niet uit de hand loopt. Beverly voert Susan dronken, die haar nochtans gezegd heeft dat ze nog geen avondmaal heeft genuttigd. Susan geeft over in Beverly's toilet.
In het tweede bedrijf bekvechten Tony en Angela; het wordt duidelijk dat hun relatie allesbehalve optimaal is. Beverly wil Angela en Tony het schilderij uit haar slaapkamer tonen: Wings of Love van Stephen Pearson, een schoolvoorbeeld van kitsch. Laurence ergert zich mateloos en wil de conversatie naar een hoger niveau tillen. Hij speelt de vijfde symfonie van Beethoven en krijgt meteen een hartaanval. Angela tracht hem te reanimeren terwijl de ziekenwagen gebeld wordt. Beverly blijft maar oppervlakkigheden leuteren en Susan bijt haar toe dat ze haar mond moet houden. Laurence zal het niet halen.

## Receptie
Abigail's Party is een populair toneelstuk, dat door de jaren heen verschillende malen hernomen is. De televisieversie heeft in Groot-Brittannië een cultstatus verworven en eindigt er hoog in lijsten met de populairste televisieprogramma's aller tijden.